# Итальянский союз труда
Итальянский союз труда (ИСТ) (итал. Unione Italiana del Lavoro (UIL)) — национальный профсоюзный центр в Италии. UIL входит в Международную конфедерацию профсоюзов и Европейскую конфедерацию профсоюзов.

## История
ИСТ был основан в 1950 году, в результате раскола во Всеобщей итальянской конфедерации труда (ВИКТ). Профцентр был организован сторонниками Итальянской социалистической, Итальянской республиканской, Итальянской социал-демократической партий. С 1972 по 1984 год ИСТ состояла в коалиции, совместно с ВИКТ и Итальянской конфедерацией профсоюзов трудящихся. 
В 1990-х годах, из-за краха старой партийной системы в Италии, ИСТ потерял прямые связи с политическими партиями республиканцев, социалистов и социал-демократов, однако сохранил свою светскую и республиканскую политическую направленность. 

## Структура
ИСТ подразделяется на отраслевые национальные, региональные и территориальные профсоюзы. В отраслевые национальные профсоюзы входят работники определенного сектора экономики, которые организованы также на региональном и территориальном уровнях. Также, при ИСТ действует молодежная организация Coordinamento UIL giovani. В 2011 году в ИСТ состояло также 14 отраслевых профсоюзов (федераций) и пенсионерская организация.